# Takashi Mitsukuri
Takashi Mitsukuri (jap. 三栗崇 Mitsukuri Takashi;  ur. 19 lutego 1939) – japoński gimnastyk. Dwukrotny złoty medalista olimpijski.
Nie odnosił zbyt wielu sukcesów w rywalizacji indywidualnej (najlepsze osiągnięcie to brąz MŚ w 1962 na koniu z łękami), jednak w pierwszej połowie lat 60. miał miejsce w drużynie, która zdominowała tę konkurencję. Zdobył dwa złote medale igrzysk olimpijskich i mistrzostw świata (1962 i 1966).

## Starty olimpijskie (medale)
Rzym 1960
- drużyna –  złoto

Tokio 1964
- drużyna –  złoto